# Bomaanslag op de luchthaven van Kabul op 26 augustus 2021
Op 26 augustus 2021 vond er een zelfmoordaanslag plaats op Hamid Karzai International Airport, het vliegveld van de Afghaanse hoofdstad Kabul — waar een grootschalige evacuatie aan de gang was van mensen die Afghanistan wilden verlaten na de machtsovername door de Taliban. Bij de bomaanslag vielen zeker 182 doden en honderden gewonden. IS-Khorasan (IS-K), een lokale tak van terreurorganisatie IS, eiste de aanslag op.
Onder de doden waren zeker 13 Amerikaanse militairen. Dit was het grootste verlies aan Amerikaanse militairen op een dag sinds het neerschieten van een Chinook helikopter in 2011. Hierbij kwamen 30 Amerikanen om het leven.
De Amerikaanse president Biden kondigde aan dat zijn land een vergeldingsactie zou uitvoeren, en deze kwam in de vorm van een aanval met een drone in de oostelijke Afghaanse provincie Nangarhar, waarbij volgens het Pentagon twee leden van IS-K die zich bezighielden met de planning van aanslagen, werden gedood.

## Achtergrond
Terwijl de internationale troepenmacht zich terugtrok uit het land heroverden de Taliban in 2021 met een bliksemoffensief vanuit de provincies ook de meeste grote steden in Afghanistan: kort achter elkaar vielen Ghazni, Kunduz, Kandahar, Herat en Jalalabad. Dit bliksemoffensief culmineerde op 15 augustus 2021 in de verrassend snelle verovering van Kabul, waarbij president Ghani het land ontvluchtte.